# Gintaras Steponavičius
Gintaras Steponavičius (né le 23 juillet 1967 à Klaipėda, Lituanie), est un avocat et homme politique lituanien, membre du Mouvement libéral de la République de Lituanie (LRLS).
Il est ministre de l'Éducation et des Sciences entre le 9 décembre 2008 et le 12 décembre 2012, dans le gouvernement Kubilius II.